# Степан Уманський
Степан (Стефан) Уманський (Гуманський) (*д/н —після 1741) — український політичний та військовий діяч, кошовий отаман війська Запорізького у червні-грудні 1740 року.

## Життєпис
Походив ймовірно з Умані, звідси його козацьке прізвище. Був сином якогось Остапа (Остафія), можливо також козака. Належав до Уманського куреня. У червні 1740 року запорожці скинули з урядування кошового Івана Черевка, який не зміг захистити інтереси Запоріжжя в конфлікті з Гетьманщиною. Тоді було обрано Уманського.
З його каденції відомо замало. Він чимось не влаштував козаків, оскільки вони скаржилися на погані вчинки кошового, але на які саме достеменно невідомо. За однією з версій обмежував права звичайних козаків на догоду старшині або також не зміг владнати суперечки з донськими козаками й гетьманським урядом. Тому у січні 1741 році під час обрання кошового Уманського позбавили влади, замість нього обрали Степана Гладкого. Подальша доля невідома.